# Elsterwerda
Elsterwerda er en by i landkreis Elbe-Elster i den tyske delstat Brandenburg med 9.096 indbyggere (2007). Den udgøres af et areal på 41 km² og er beliggende i den sydlige del af Naturpark Niederlausitzer Heidelandschaft og ved den vestlige grænse af Schraden, et område ved Schwarze Elster.

## Galleri
- Kirke „St. Katharina“
- Vindmølle
- War memorial
- Vandtårn
- Station